# Арборлоо

Этапы использования арборлоо

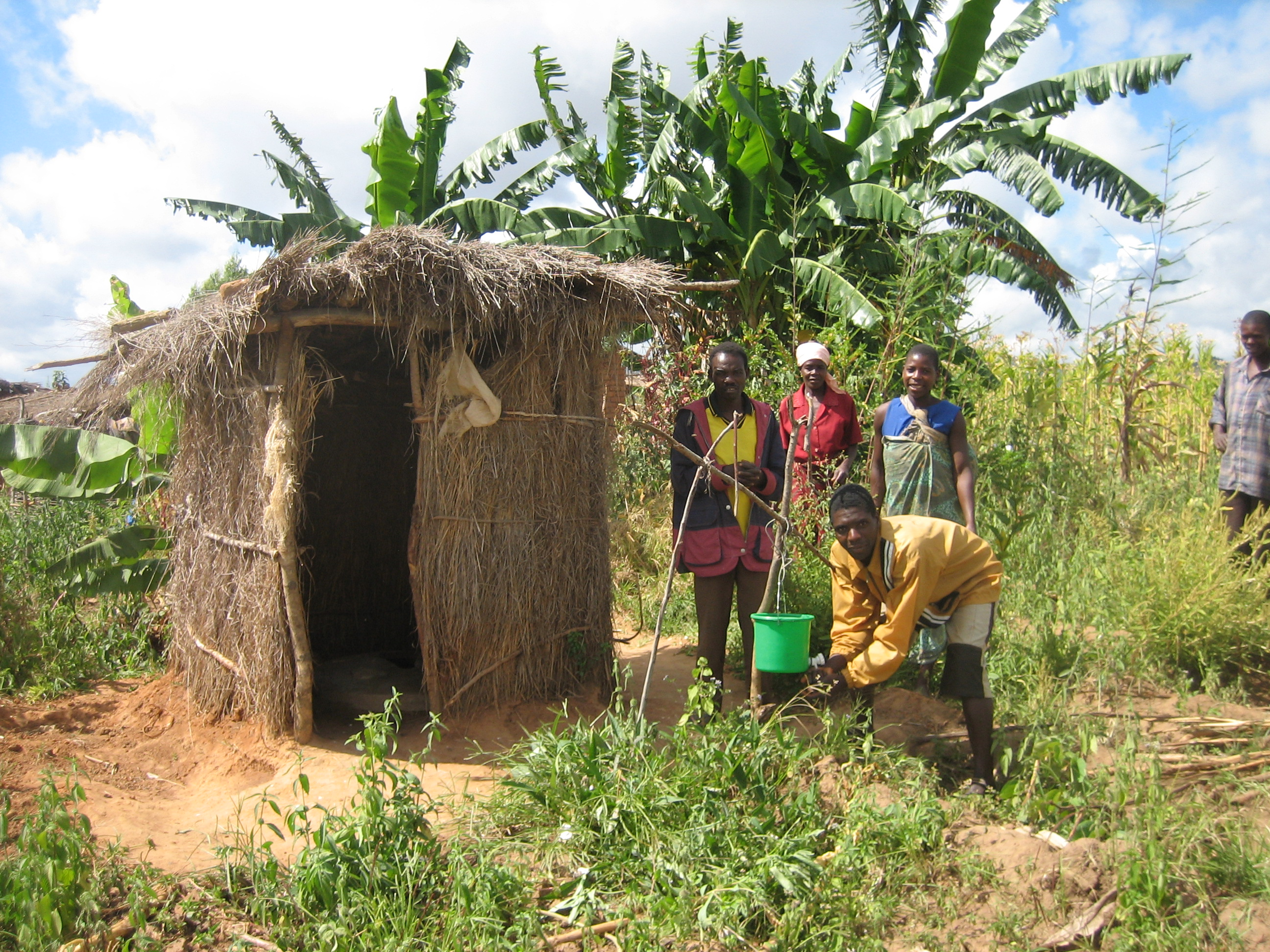
Арборлоо в Малави

Арборлоо — простой тип компостного туалета, в котором кал собирается в неглубокую яму, а затем в плодородную почву полной ямы высаживается фруктовое дерево. Арборлоо состоит из: ямы, похожей на выгребную яму, но менее глубокая, бетонный, железоцементный или другой прочный пол, надстройка (туалет или флигель) для обеспечения уединения и иногда кольцевая балка для защиты ямы от обрушения. Яма должна оставаться значительно выше уровня грунтовых вод в почве, чтобы не загрязнять грунтовые воды.
Арборлоо работает временно, пока яма не будет заполнена калом, мочой, материалами для вытирания (бумага, листья, вода). После каждого похода следует добавлять в яму чашку выкопанной почвы, чтобы контролировать запах и мух. Когда яма почти заполнена, флигель и плиту перемещают в новую яму, а старую яму засыпают землёй из новой ямы и оставляют компостировать. В засыпанную яму сажают растение (лучше всего в сезон дождей).
Арборлоо часто используется в сельских районах развивающихся стран (например: Зимбабве, Малави, Эфиопия).

## Дизайн

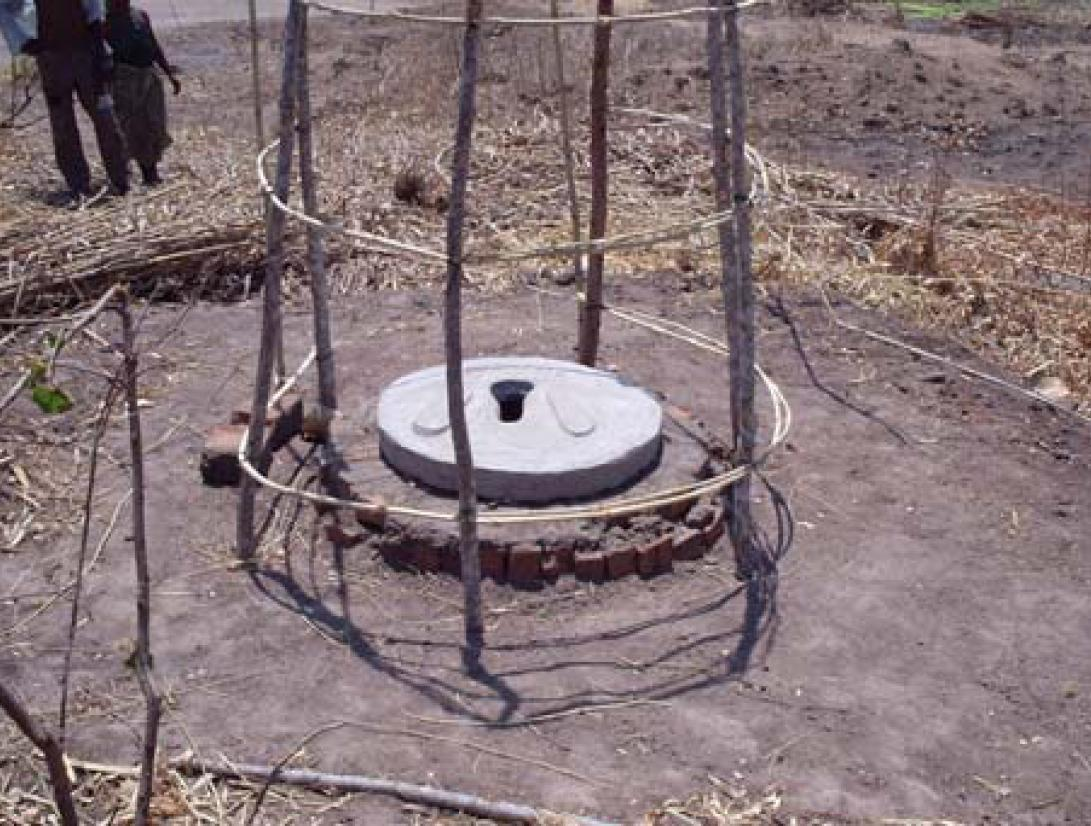
Пример арборлоо

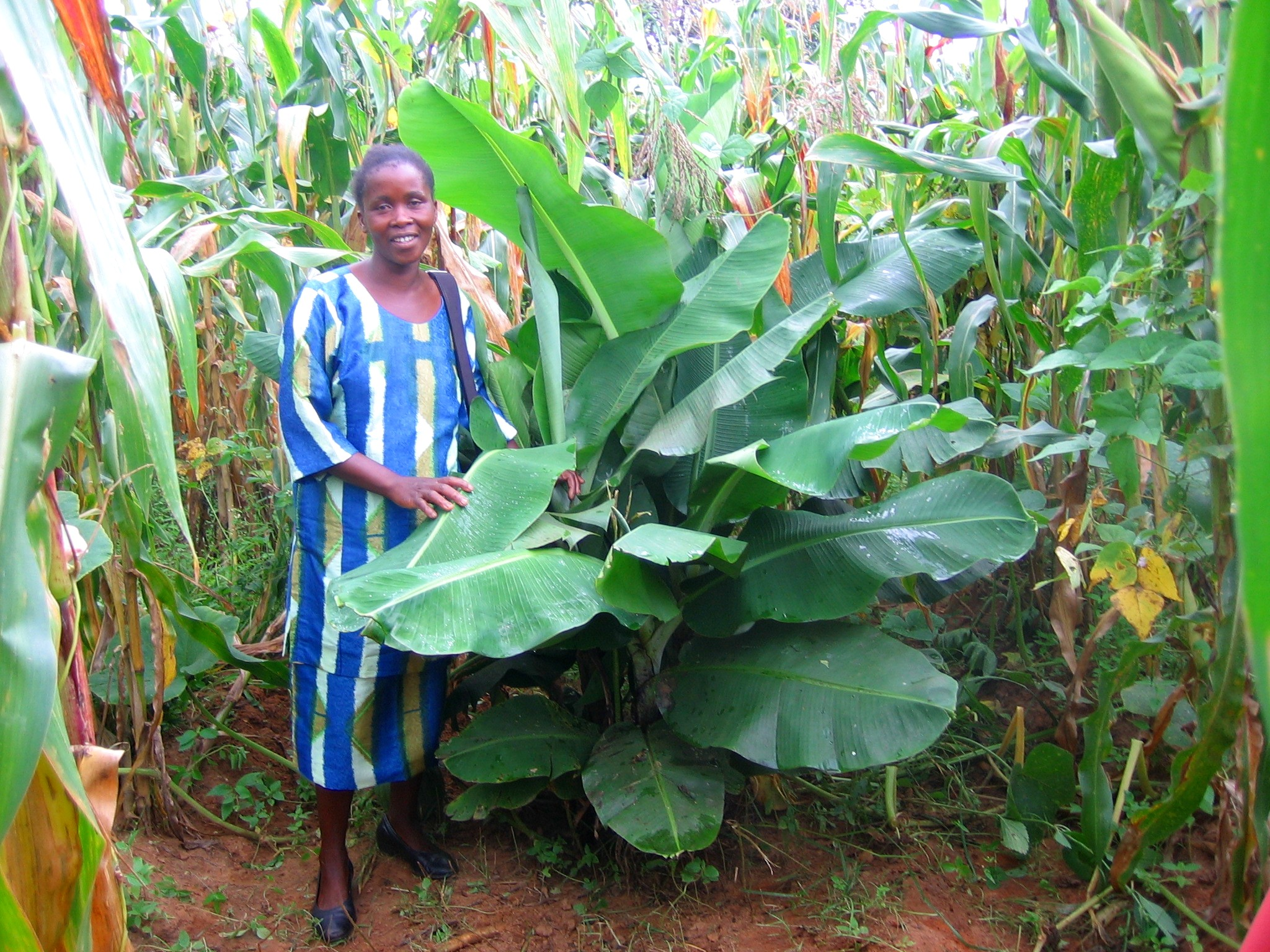
Банан растущий на старой яме арборлоо

Яма для дефекации может быть круглой или квадратной, в зависимости от плиты и надстройки. Круглая яма с меньшей вероятностью может обрушится. Яма арборлоо неглубокая (от 1 до 1,5 метров в глубину).
Если яма выкапывается вручную, ее диаметр должен быть не менее 0,9 метра, чтобы обеспечить эффективное копание. Пол должен быть как минимум на 20 сантиметров шире ямы, чтобы обеспечить её устойчивость. Если пол круглый и не пристроен к флигелю, его можно закатать в новую яму.